# Раде Тодорович
Раде Тодорович (серб. Раде Тодоровић; нар. 21 травня 1974, Кралево, СФРЮ) — сербський футболіст, правий півзахисник.

## Життєпис
Народився в місті Кралево. Футбольний шлях розпочав у клубі «Слога» (Кралєво), а в 1993 році був переведений до першої команди клубу. У 1996 році перейшов до столичного ОФК, а з 1999 по 2000 рік виступав у чорногорському клубі «Сутьєска». У 2000 році виїхав до Болгарії, де підписав контракт з софійською «Славією». У 2002 році перейшов до представника німецької Бундесліги ФК «Нюрнберг», в якому провів один сезон та зіграв у 7 матчах чемпіонату Німеччини. У 2003 році повернувся на батьківщину, де виступав у клубі «Напредак» (Крушевац).
2004 року щнову виїхдить за кордон, цього разу в Україну, де підписує контракт з вищоліговим ФК «Кривбас». У футболці криворізького клубу дебютував 12 вересня 2004 року в переможному (4:1) виїзному поєдинку 1/8 фіналу кубку України проти чернігівської «Десни». Раде вийшов на поле в стартовому складі та відіграв увесь матч. У Вищій лізі дебютував за «Кривбас» 18 вересня 2004 року в переможному (2:0) виїзному поєдинку 7-го туру проти київського «Арсеналу». Тодорович вийшов на поле в стартовому складі, а на 90-й хвилині його замінив Сергій Кудлай. У складі криворожан у Вищій лізі зіграв 4 матчі, у кубку України — 2 поєдинки.
У 2005 році виїхав до сусідньої Росії, де підписав контракт з клубом «Амур» (Благовєщенськ), який виступав у Першості ФНЛ. Дебютував у футболці благовєщенського колективу 27 березня 2005 року в програному (0:2) виїзному поєдинку 1-го туру Першості ФНЛ проти КамАЗу з Набережних Човнів. Раде вийшов на поле на 46-й хвилині, замінивши Олега Топинку. У складі «Амура» в Першості ФНЛ зіграв 28 матчів, ще 1 поєдинок провів у кубку Росії. У 2006 році повернувся до Сербії, де виступав за рідну «Слогу» (Кралєво). У 2008 році завершив кар'єру гравця.
18 січня 2009 року пройшов молодіжний футбольний турнір у місті Кралево, який отримав назву «Балон Тодорович» на честь Раде Тодоровича.